# Prudencio de Guadalfajara
Prudencio de Guadalfajara y Aguilera (Zamora, 28 de abril de 1761 –Madrid, 16 de junio de 1855), i duque de Castro-Terreño, ii y último conde de Castro-Terreño (elevado a ducado), grande de España y caballero de la Insigne Orden del Toisón de Oro; fue un noble, militar y político español.

## Biografía
Hijo del primer conde de Castro-Terreño, combatió en la Guerra de la Independencia y, tras ella, desempeñó leal y eficazmente varios puestos de gobierno en el Virreinato de Nueva España. Embarcó en Cádiz en el navío Asia, el 11 de noviembre de 1811, al frente el primero y segundo Regimiento Americano, con destino a  Veracruz y La Habana respectivamente. El virrey Calleja le nombró comandante general del Ejército del Sur y gobernador de Puebla. En 1813 es presidente del Consejo de Guerra de Oficiales Generales. Habiendo sido ascendido a teniente general, el 25 de agosto de 1814, regresó a España, en donde fue nombrado vocal de la Junta Militar de Indias al año siguiente. 
El Rey Fernando VII le hizo primer duque de Castro-Terreño en 1825. Desempeñó después, a partir de 1830, la Capitanía General de Navarra y durante la Regencia de María Cristina de Borbón-Dos Sicilias fue Prócer del reino y, con carácter interino, ministro de la Guerra entre agosto y septiembre de 1835. Fue desde 1837 senador por Zamora y, desde 1845, senador vitalicio. Además ostentó las distinciones de Caballero de la Orden del Toisón de Oro y de la Orden de Carlos III, así como Caballero de la Real Cofradía de Caballeros Cubicularios de Zamora.
Casó en Madrid, el 1 de diciembre de 1792, con María Josefa de Gálvez y Valenzuela (1776-1817), ii marquesa de la Sonora e hija de los condes de Gálvez y, tras enviudar en 1817, contrajo segundo matrimonio en Madrid, el 2 de febrero de 1819, con María de las Mercedes Osorio y Zayas, hija de los marqueses de Alcañices. Sin descendientes de ninguno de sus matrimonios.